# Mázdřinec rakouský

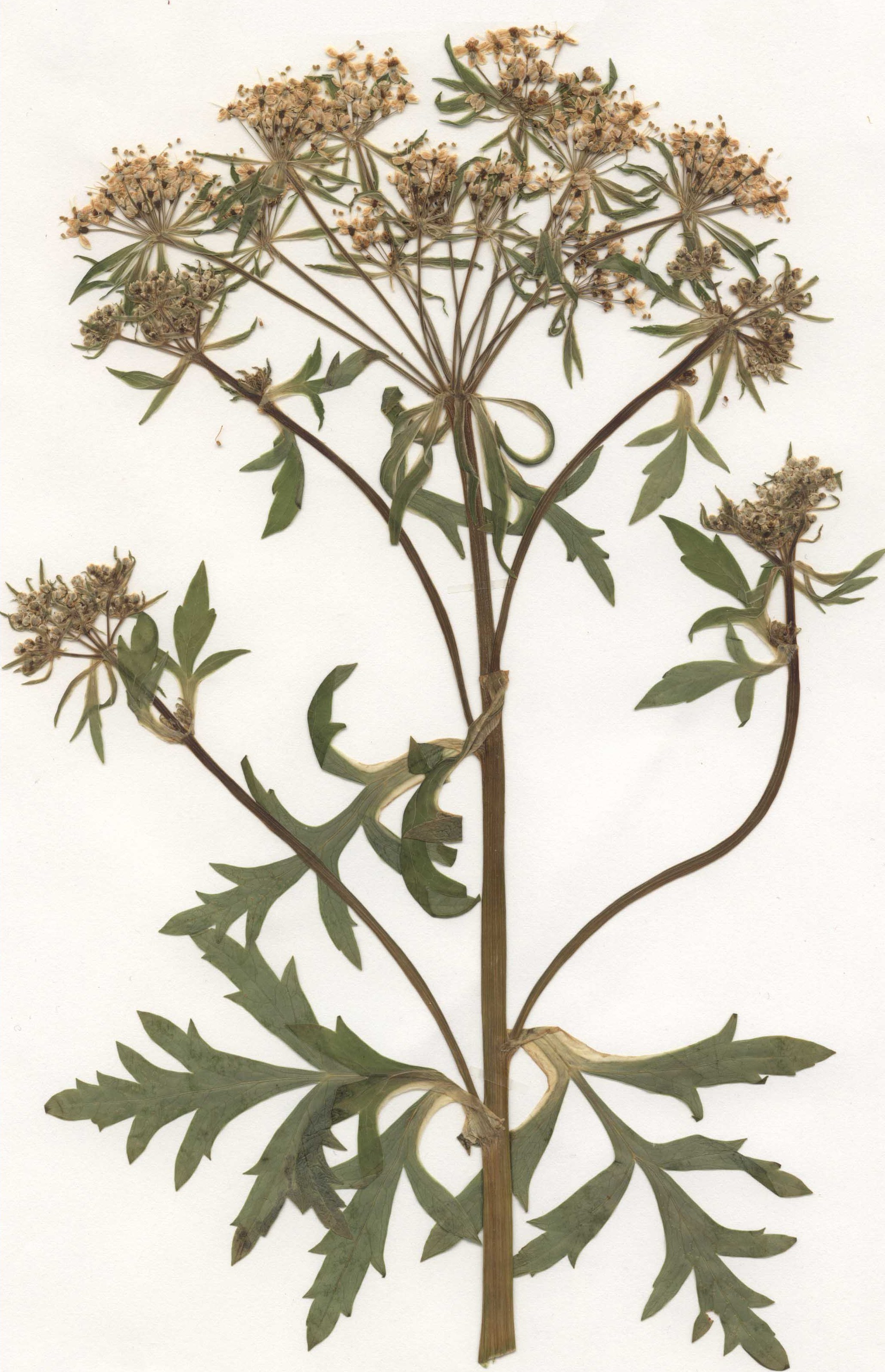
Mázdřinec rakouský

Mázdřinec rakouský (Pleurospermum austriacum) je statná, řídce se vyskytující rostlina, jediný druh rodu mázdřinec který se vyskytuje v přírodě České republiky.
Rod mázdřinec má dosud nedořešenou vnitrodruhovou taxonomii (někdy je považován i za heterogenní skupinu) a jsou různé názory botaniků na validitu jeho druhů.

## Výskyt
Evropský druh který je rozšířený především v horských oblastech střední a jihovýchodní Evropy. Nejčastěji se vyskytuje v Alpách a Karpatech, v menší míře v Dinárských horách a pohořích Balkánu až k Bulharsku. Izolované ostrůvky jsou také v Pobaltí, na západní Ukrajině a jihu Švédska.
V České republice se tento alpsko-karpatský prvek objevuje jen fragmentárně a to hlavně v Krkonoších, Českém středohoří, Hrubém Jeseníku a v Bílých Karpatech, ojediněle pak v okolí Berounky, Hostýnských vrších a Moravském krasu. Roste především v travnatých a křovinatých porostech, na horských loukách, ve světlých lesích a jejich okrajích, v lesních údolích, nivách potoků i horských karech. Nejlépe prospívá na půdě s dostatkem humusu, v teplejších oblastech si volí stanoviště směrovaná k severu. Obvykle rostou v rostlinných společenstvech vegetace svazu Calamagrostion arundinaceae.

## Popis
Statná bylina jejíž lodyha dorůstá do výše 50 až 200 cm. Z tlustého, svislého kořene vyrůstá, přímá, jemně žebernatá, v horní části jednoduše větvená, dutá, drsná a lysá lodyha. Je porostlá řapíkatými, v obrysu trojúhelníkovitými listy které jsou 2 až 3krát zpeřené. Směrem vzhůru se listy zmenšují, spodní s úzce křídlatým řapíkem mohou být dlouhé až 35 cm a horní přecházejí v listeny.
Květenství je složený okolík, terminální mívá v průměru až 20 cm, jeho okolíčky jsou tvořeny 16 až 30 květy. Hlavní okolík má obal z 6 až 10 peřenodílných nebo peřenoklaných a okolíčky mají obalíčky z 8 až 10 kopinatých a dolu ohnutých listenů, v obou případech jsou listeny bělomázdříté. stopky v celém okolíku včetně stopek květů jsou bíle poprášené. Vonné, pravidelné, pětičetné květy mají bílé korunní plátky vejčitého tvaru a poměrně zakrnělý kalich, pět volných tyčinek, spodní semeník a dvě krátké čnělky.
Rozkvétají od června do srpna. Po opylení se vyvinou vejčité, bezobalné olivově hnědé dvounažky s 5zubým okrajem po kalichu a s pěti podélnými, vystouplými žebry na každé nažce. Je to rostlina víceletá monokarpická, tj. vykvétá a plodí až za několik let od vyklíčení, až nabere dostatek sil; po opadu semen usychá.

## Ohrožení
Mázdřinec rakouský je v naší květeně hodnocen jako glaciální relikt, pozůstatek z holocénu, z konce poslední doby ledové. Jeho hlavní ohrožení spočívá ve zničení potřebných biotopů v tradičních areálech výskytu. "Červeným seznamem cévnatých rostlin České republiky r. 2012" je zařazen do kategorie silně ohrožených druhů (C2b).